# Plus grandir (альбом)
Plus grandir (с фр. — «Не взрослеть») — четвёртый сборник французской певицы Милен Фармер, выпущенный 20 августа 2021 года на лейблах Universal Music France и Polydor Records.

## Об альбоме
В декабре 2020 года Милен Фармер выпустила свой третий сборник под названием Histoires de, куда вошли песни, записанные с 1999 года, место оригинальных студийных версий песен певицы, записанных до указанного периода заняли версии с концертных альбомов, записанных после указанного периода. Такое решение было принято из-за того, что Фармер не является обладателем прав на песни из первых четырёх студийных и двух концертных альбомов альбомов (1985—1997) — все права принадлежат компании Polydor.
В июне 2021 года стало известно, что Polydor готовит к выпуску новый сборник Фармер, который получил название Plus grandir. В него вошли главные хиты певицы, многие в сингловых версиях.
20 августа альбом стал доступен на всех цифровых платформах. Также он был выпущен на физических носителях: двойной CD, двойной CD + DVD (лимитированное издание), двойной LP (в чёрном, голубом и, эксклюзивно для Fnac, белом цветах). Издания также незначительно отличаются наполнением, так в издании на виниле отсутствуют live-версии синглов, а в лимитированное издание был включён дополнительный диск с клипами и концертными выступлениями. Цифровая версия альбома повторяет стандартную двухдисковую. 3 сентября сборник станет доступен на компакт-кассете.

## Коммерческий приём
За первую неделю во Франции было продано более 13-ти тысяч экземпляров альбома, что позволило ему дебютировать с первой строчки национального хит-парада. Также альбом дебютировал с первого места в чарте, где учитываются только физические носители. Для Милен Фармер он стал уже четырнадцатым альбомом-чарттоппером в стране. В Бельгии альбом дебютировал на первом месте в чарте Валлонии (одиннадцатый номер один в регионе) и на 153-м — в чарте Фландрии. В Швейцарии сборник занял 69-е место в альбомном хит-параде.

## Список композиций
| №                   | Название                                                     | Автор(ы)                       | Из альбома             | Длительность |
| ------------------- | ------------------------------------------------------------ | ------------------------------ | ---------------------- | ------------ |
| 1.                  | «Plus grandir»                                               | Милен Фармер, Лоран Бутонна    | Cendres de lune (1986) | 4:05         |
| 2.                  | «Libertine» (Mix 2001)                                       | Лоран Бутонна, Жан-Клод Декеан | Cendres de lune (1986) | 3:30         |
| 3.                  | «Tristana»                                                   | Милен Фармер, Лоран Бутонна    | Cendres de lune (1986) | 4:40         |
| 4.                  | «Sans contrefaçon»                                           | Милен Фармер, Лоран Бутонна    | Ainsi soit je… (1987)  | 3:52         |
| 5.                  | «Ainsi soit je…»                                             | Милен Фармер, Лоран Бутонна    | Ainsi soit je… (1987)  | 4:32         |
| 6.                  | «Pourvu qu’elles soient douces» (Single Version)             | Милен Фармер, Лоран Бутонна    | Ainsi soit je… (1987)  | 4:12         |
| 7.                  | «Allan» (Live Au Forest National De Bruxelles / 1989 / Edit) | Милен Фармер, Лоран Бутонна    | En concert (1989)      | 5:13         |
| 8.                  | «À quoi je sers…»                                            | Милен Фармер, Лоран Бутонна    | En concert (1989)      | 4:36         |
| 9.                  | «Sans logique» (Logical Single Mix)                          | Милен Фармер, Лоран Бутонна    | Ainsi soit je… (1987)  | 4:05         |
| 10.                 | «Plus grandir» (Live Mix)                                    | Милен Фармер, Лоран Бутонна    | En concert (1989)      | 4:10         |
| 11.                 | «Regrets»                                                    | Милен Фармер, Лоран Бутонна    | L’Autre… (1991)        | 4:45         |
| Общая длительность: | Общая длительность:                                          | Общая длительность:            | Общая длительность:    | 47:43        |

| №                   | Название                                              | Автор(ы)                         | Из альбома           | Длительность |
| ------------------- | ----------------------------------------------------- | -------------------------------- | -------------------- | ------------ |
| 1.                  | «Je t’aime mélancolie» (New Radio Remix)              | Милен Фармер, Лоран Бутонна      | L’Autre… (1991)      | 4:23         |
| 2.                  | «Désenchantée»                                        | Милен Фармер, Лоран Бутонна      | L’Autre… (1991)      | 4:48         |
| 3.                  | «Que mon coeur lâche» (Radio Edit)                    | Милен Фармер, Лоран Бутонна      | Dance Remixes (1992) | 4:08         |
| 4.                  | «Beyond My Control» (Single Mix)                      | Милен Фармер, Лоран Бутонна      | L’Autre… (1991)      | 4:51         |
| 5.                  | «My Soul Is Slashed»                                  | Милен Фармер, Лоран Бутонна      | Dance Remixes (1992) | 4:17         |
| 6.                  | «XXL» (Single Version)                                | Милен Фармер, Лоран Бутонна      | Anamorphosée (1995)  | 4:25         |
| 7.                  | «L’Instant X» (Radio Edit)                            | Милен Фармер, Лоран Бутонна      | Anamorphosée (1995)  | 4:15         |
| 8.                  | «Comme j’ai mal»                                      | Милен Фармер, Лоран Бутонна      | Anamorphosée (1995)  | 3:56         |
| 9.                  | «Rêver» (Radio Edit)                                  | Милен Фармер, Лоран Бутонна      | Anamorphosée (1995)  | 4:54         |
| 10.                 | «California» (Radio Edit)                             | Милен Фармер, Лоран Бутонна      | Anamorphosée (1995)  | 4:15         |
| 11.                 | «La Poupée qui fait non» (Live à Bercy, Paris / 1996) | Франк Жеральд, Мишель Польнарефф | Live à Bercy (1997)  | 4:24         |
| 12.                 | «Ainsi soit je…» (Live à Bercy, Paris / 1996)         | Милен Фармер, Лоран Бутонна      | Live à Bercy (1997)  | 4:41         |
| Общая длительность: | Общая длительность:                                   | Общая длительность:              | Общая длительность:  | 53:17        |

| №   | Название                                              | Длительность |
| --- | ----------------------------------------------------- | ------------ |
| 1.  | «Plus grandir»                                        |              |
| 2.  | «Libertine»                                           |              |
| 3.  | «Tristana»                                            |              |
| 4.  | «Sans contrefaçon»                                    |              |
| 5.  | «Ainsi soit je…»                                      |              |
| 6.  | «Allan» (Live Au Forest National De Bruxelles)        |              |
| 7.  | «Plus grandir» (Live Au Forest National De Bruxelles) |              |
| 8.  | «À quoi je sers…»                                     |              |
| 9.  | «Regrets»                                             |              |
| 10. | «Je t’aime mélancolie»                                |              |
| 11. | «Désenchantée»                                        |              |
| 12. | «Que mon coeur lâche»                                 |              |
| 13. | «Beyond My Control»                                   |              |
| 14. | «XXL»                                                 |              |
| 15. | «L’Instant X»                                         |              |
| 16. | «California»                                          |              |
| 17. | «Comme j’ai mal»                                      |              |
| 18. | «Ainsi soit je…» (Live à Bercy)                       |              |
| 19. | «La Poupée qui fait non» (Live à Bercy)               |              |
| 20. | «Rêver» (Live à Bercy)                                |              |

## Чарты
| Чарт (2021)                     | Высшая позиция |
| ------------------------------- | -------------- |
| Бельгия/Валлония (Ultratop)     | 1              |
| Бельгия/Фландрия (Ultratop)     | 153            |
| Греция (IFPI Greece)            | 66             |
| Франция (SNEP)                  | 1              |
| Франция (SNEP — Physiques)      | 1              |
| Швейцария (Schweizer Hitparade) | 69             |
| Швейцария/Романдия (GfK)        | 6              |

| Чарт (2021)                 | Позиция |
| --------------------------- | ------- |
| Бельгия/Валлония (Ultratop) | 91      |
| Франция (SNEP)              | 142     |

## Сертификации и продажи
| Регион                                                       | Сертификация | Продажи |
| ------------------------------------------------------------ | ------------ | ------- |
| Франция (SNEP)                                               | Золотой      | 50 000  |
| * Данные о продажах приведены только на основе сертификации. |              |         |

## История релиза
| Регион  | Дата            | Формат                      | Лейбл                                   | Прим.  |
| ------- | --------------- | --------------------------- | --------------------------------------- | ------ |
| Мир     | 20 августа 2021 | Цифровая загрузка, стриминг | Universal Music France, Polydor Records | [ 18 ] |
| Франция | 20 августа 2021 | 2x CD, 2x LP, 2x CD+DVD     | Universal Music France, Polydor Records | [ 4 ]  |
| Франция | 3 сентября 2021 | 2x MC                       | Universal Music France, Polydor Records | [ 5 ]  |